# Aldyr García Schlee

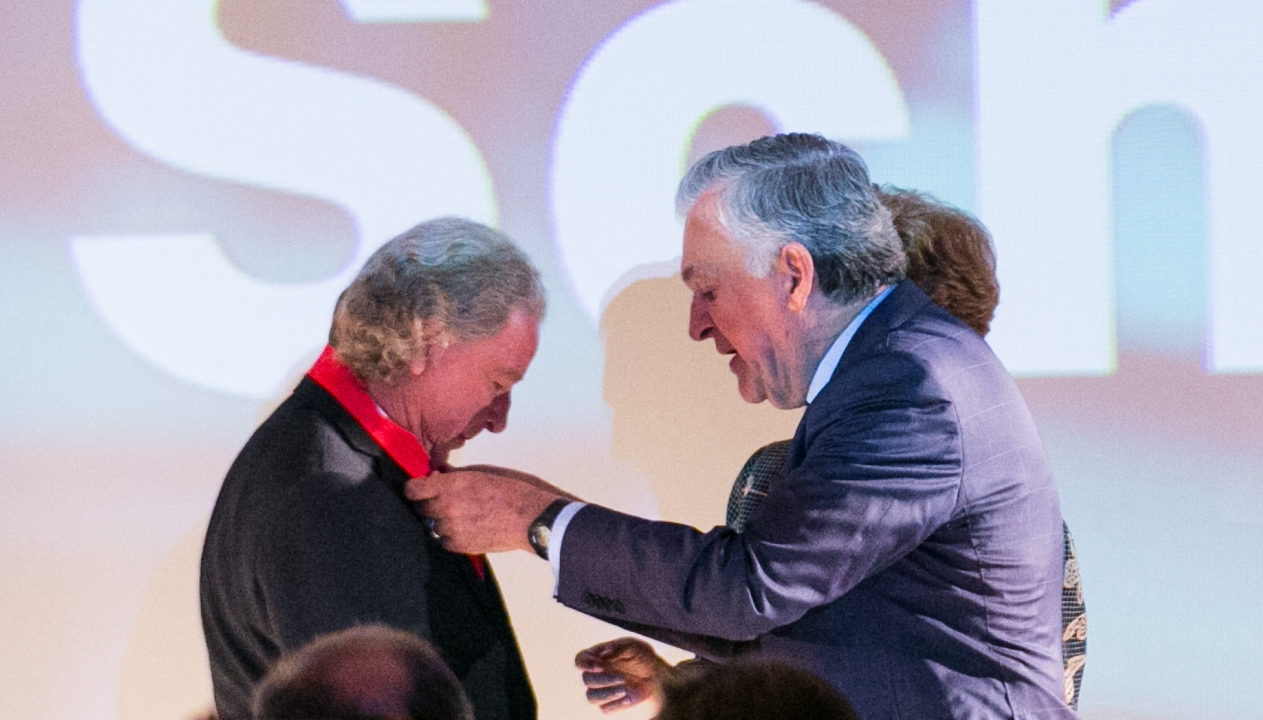
Aldyr García Schlee al recibir la Ordem do Mérito Cultural de manos de Juca Ferreira, ministro de cultura de Brasil, y de la presidente Dilma Rousseff. Palácio do Planalto, Brasilia, noviembre de 2015.

Aldyr García Schlee (Yaguarón, Río Grande del Sur; 22 de noviembre de 1934-Pelotas, Río Grande del Sur; 15 de noviembre de 2018) fue un escritor, periodista, traductor, diseñador gráfico y profesor brasileño. Su obra literaria tiene como temas y escenarios fundamentales a la zona fronteriza uruguayo-brasileña y al fútbol.
Fue el creador del uniforme oficial de la selección de fútbol de Brasil, si bien siempre se declaró simpatizante de la selección de fútbol de Uruguay.
En 1953, a los 19 años y con experiencia como diseñador y caricaturista en los periódicos de Pelotas, fue el vencedor entre 301 participantes en un concurso organizado por el diario Correio da Manhã de Río de Janeiro y auspiciado por la extinta Confederación Brasileña de Deportes (CBD), para escoger el nuevo uniforme de la selección de fútbol de Brasil tras la derrota en la final de la Copa Mundial de Fútbol de 1950 disputada en Brasil. Las bases del concurso exigían que el nuevo diseño incluyera los cuatro colores de la bandera del Brasil. La CDB oficializó el uniforme verde y amarillo («verdeamarelo») que pasaría a ser conocido como «camisa canarinho» o la «canarinha». García Schlee obtuvo un premio en efectivo y una pasantía en el Correio da Manhã, donde conoció y pudo convivir con importantes figuras del periodismo brasileño de la época como Nelson Rodrigues, Antônio Calado, Millôr Fernandes y Samuel Wayner.

## Biografía
Nació en Yaguarón, Río Grande del Sur, en la frontera con Uruguay, donde vivió hasta los 14 años en permanente contacto con la vecina ciudad uruguaya de Río Branco, en el departamento de Cerro Largo. Por motivos laborales y de estudio también residió en Pelotas, Río de Janeiro y Porto Alegre. Vive cerca de Capão do Leão, en la microrregión de Pelotas, Río Grande del Sur. Según sus palabras es «natural de Yaguarón y de la frontera uruguaya, donde los únicos límites parecen ser las líneas infinitas del horizonte» y siempre vivió «en torno de Yaguarón y a las vueltas con Uruguay» («em torno de Jaguarão e as voltas com o Uruguai»).
Los temas de su narrativa reflejan su cercanía a Uruguay y sus vivencias de frontera, incluso en varios de los títulos: Uma Terra Só (Una tierra sola, 1984), El día en que el papa fue a Melo (1991), Linha Divisória (Línea divisoria, 1998), Don Frutos (2010). También se observa en la mayoría de los cuentos de Cuentos de fútbol (1995). El propio autor dijo de su obra: «Mi producción comenzó ya centrada en la frontera, en el Uruguay, en Yaguarón, en los arrabales. Nunca estuvo fijada en Pelotas».
Sobre la influencia de la literatura uruguaya en su obra dijo: «Sufrí una enorme influencia de mis lecturas de autores uruguayos. No podía dejar de descubrir la literatura uruguaya, siendo de Yaguarón y tan apasionado por el Uruguay. [...] Soy un escritor uruguayo en el sentido de que la barrera de la lengua es lo que menos importa. [...] [Hay] una gran identidad entre lo que los criollistas uruguayos hacen de mejor y lo que nosotros tenemos de más singular en nuestra literatura regionalista, que es Simões Lopes Neto».
Algunos de sus libros fueron publicados primero en español en la editorial uruguaya Ediciones de la Banda Oriental. Es el caso de Cuentos de fútbol (1995) y El día en que el Papa fue a Melo (1991), diez cuentos basados en la visita de Juan Pablo II a Melo, capital de Cerro Largo. Este libro inspiró la película El baño del Papa (2007), dirigida por César Charlone y Enrique Fernández. 
Es Doctor en Ciencias Humanas y se especializa en identidad cultural y relaciones fronterizas. Fue diseñador gráfico, periodista y redactor del diario carioca Última Hora. Fundó el diario Gazeta Pelotense en la ciudad de Pelotas, Río Grande del Sur. En 1963 ganó la categoría regional del Premio Esso de Periodismo, el más importante premio periodístico de Brasil.
Fue uno de los fundadores de la Facultad de Periodismo de la Universidad Católica de Pelotas (UCPel). Tras el golpe de Estado en Brasil de 1964 fue expulsado de la facultad y apresado tres veces. Ejerció como profesor de Derecho Internacional en la Facultad de Derecho de la Universidad Federal de Pelotas (UFPel) durante más de treinta años, donde también fue prorrector de Extensión y Cultura. Fue profesor adjunto hasta 2005 de la Pontifícia Universidade Católica do Rio Grande do Sul.
Es simpatizante del Brasil de Pelotas, club de fútbol en torno al que gira la trama del cuento Empate, en Cuentos de fútbol (1995). Este libro incluye once cuentos de tema futbolístico, en referencia al número de jugadores que integran un equipo de fútbol, y que transcurren en Uruguay o en Brasil.
Recibió dos veces el premio de la Bienal Nestlé de Literatura Brasileña y cinco veces el premio Açorianos de Literatura. En noviembre de 2009 publicó Os limites do impossível, os contos gardelianos  y en 2010 la novela Don Frutos, sobre Fructuoso Rivera, primer y tercer presidente de Uruguay. En ese mismo año recibió el Premio Fato Literário de 2010. En 2015 recibió la Ordem do Mérito Cultural del Ministerio de Cultura de Brasil en el Palácio do Planalto, Brasilia. Le fue entregada de manos del ministro de Cultura Juca Ferreira y de la presidenta Dilma Rousseff.
Ha traducido obras de autores uruguayos y argentinos al portugués y de autores gaúchos al español. Escribió una novela, O sobrevivente, que permanece inédita. Fue el responsable de la edición crítica de la obra de João Simões Lopes Neto (IEL/Unisinos, 2007).

## Obras
- 1983: Contos de sempre (ed. Mercado Aberto)
- 1984: Uma terra só (ed. Melhoramentos)
- 1991: El día en que el papa fue a Melo (Ediciones de la Banda Oriental, editado en portugués como O Dia em que o Papa foi a Melo, ed. Mercado Aberto, 1999)
- 1995: Cuentos de fútbol (Ed. de la Banda Oriental, editado en portugués como Contos de Futebol, ed. Mercado Aberto, 1997)
- 1998: Linha divisória (ed. Melhoramentos)
- 2000: Contos de Verdades (ed. Mercado Aberto)
- 2009: Glossário de Simões Lopes Neto (São Paulo)
- 2009: Os limites do impossível, os contos gardelianos (ARdoTEmpo, Porto Alegre)
- 2010: Don Frutos (ARdoTEmpo)
- 2013: Contos da vida difícil (ARdoTEmpo)
- 2014: Memórias de o que já não será (ARdoTEmpo)

Participaciones en antologías
- 1977: Histórias ordinárias (cuentos, ed. Documento)
- 1988: Autores Gaúchos 20: Aldyr Garcia Schlee (antología, ed. IEL)
- 1994: Nós os Gaúchos 2 (ensayos, ed. da Universidade/UFRGS)
- 1996: Nós os Teuto-gaúchos (ensayos, ed. da Universidade/UFRGS)
- 1999: Para Ler os Gaúchos (cuentos, ed. Novo Século)
- 2003: Melhores contos do Rio Grande do Sul (cuentos, ed. IEL)

Traducciones del español al portugués
- 1990: Para Sempre Uruguai (Antología de cuentos). Traducción de Sergio Faraco y Aldyr García Schlee. (Instituto Estadual do Livro, Porto Alegre)
- 1996: Facundo: civilização e barbárie no pampa argentino, de Domingo Faustino Sarmiento. Traducción, notas y estudio crítico de Aldyr García Schlee. (Editora da Universidade Federal do Rio Grande do Sul, Porto Alegre)
- 1997: Pátria Uruguaia, de Eduardo Acevedo Díaz. Antología. Selección, traducción y notas de Aldyr García Schlee. (Instituto Estadual do Livro, Porto Alegre)
- 1997: Don Segundo Sombra, de Ricardo Güiraldes. Traducción de Augusto Meyer, revisión de la traducción por Aldyr García Schlee. (LP&M, Porto Alegre)

Traducciones del portugués al español
- 1991: La salamanca del Jarau, de João Simões Lopes Neto. (IEL-IGEL, Porto Alegre)
- 2000: Campo afora/Campo afuera, de Cyro Martins. Edición bilingüe portugués/español. (IEL/CELPCYRO, Porto Alegre)

Ediciones críticas
- 2007: Contos gauchescos e Lendas do Sul, de João Simões Lopes Neto. (IEL/Unisinos)